# Mary Alice McWhinnie

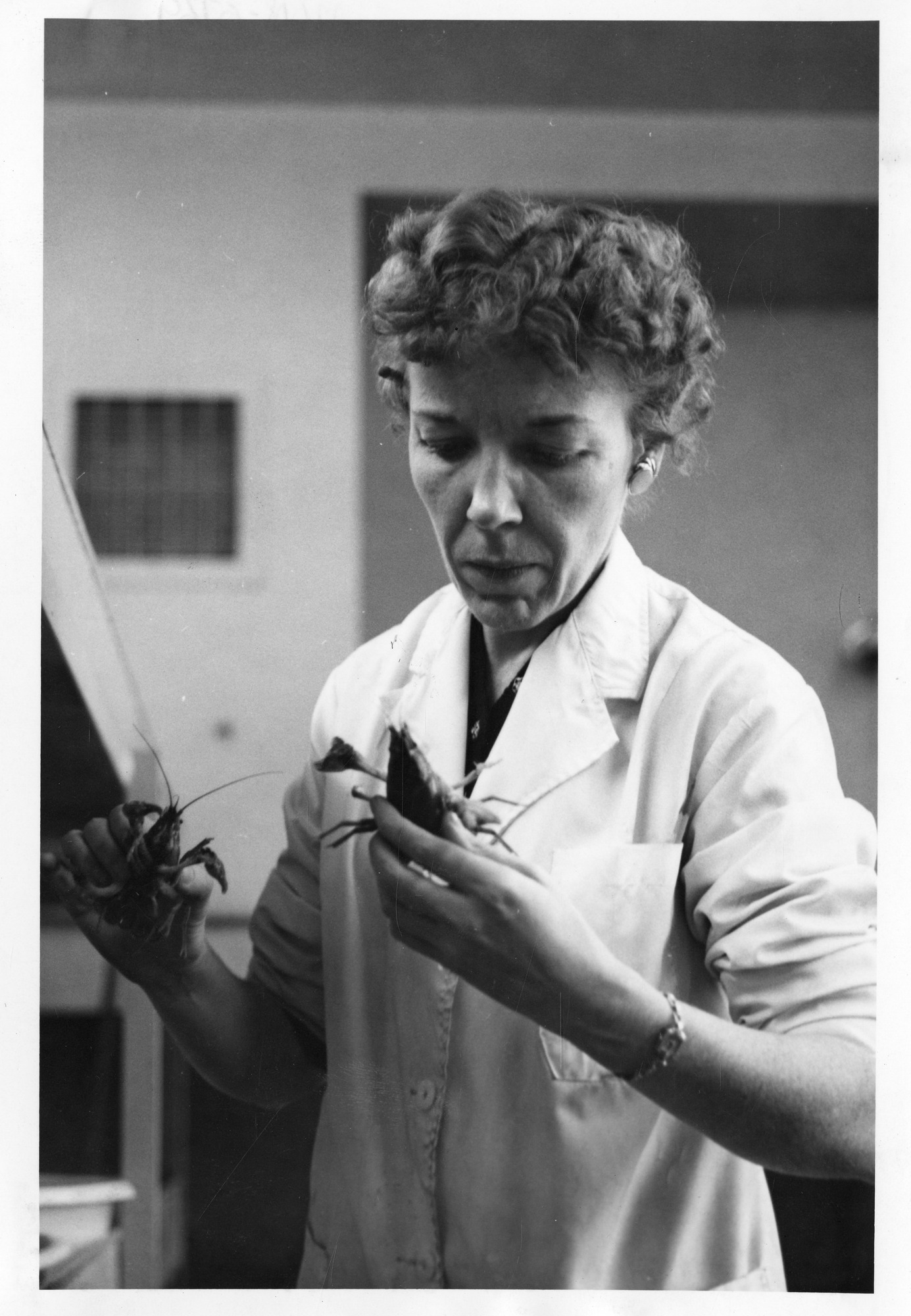
Mary Alice McWhinnie (1962)

Mary Alice McWhinnie (* 10. August 1922 in Illinois; † 17. März 1980 in Downers Grove) war eine US-amerikanische Biologin und Professorin an der DePaul University. Sie gehörte zu den Pionierinnen der US-amerikanischen Antarktisforschung. Als erste Amerikanerin befuhr sie 1962 auf einem Forschungsschiff den Antarktischen Ozean. 1974 leitete sie die wissenschaftliche Abteilung der McMurdo-Station. Sie war eine international anerkannte Expertin für Antarktischen Krill.

## Leben

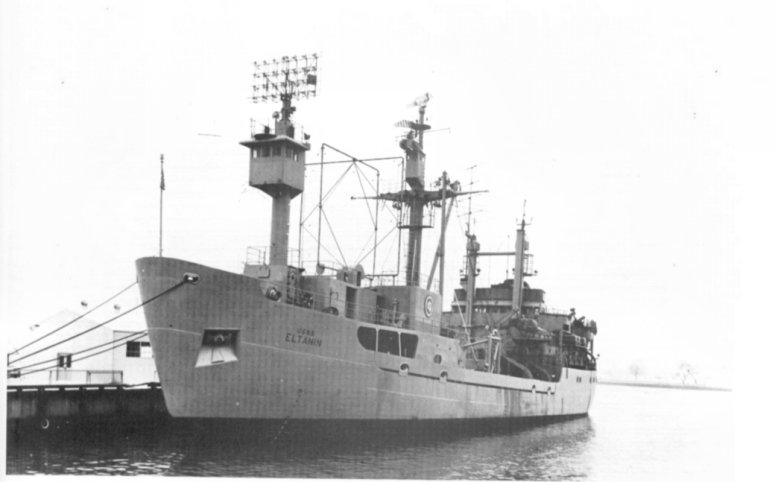
Forschungsschiff USNS Eltanin

Mary Alice McWhinnie wurde am 10. August 1922 als viertes von sechs Kindern des Ehepaares David Anthony McWhinnie, Sr. und Ruth Margaret Bran McWhinnie in Illinois geboren. 
Ab 1946 war McWhinnie an der DePaul University tätig, von 1966 bis 1968 übernahm sie dort die Leitung der biologischen Fakultät. 1952 promovierte sie an der Northwestern University zu dem Thema The Effect of Colchicine on Reconstitutional Development in Dugesia Dorotocephala. 
1962 wählte die National Science Foundation McWhinnie als erste Frau für das United States Antarctic Program aus. Sie trat eine zweimonatige Forschungsreise auf der USNS Eltanin an, einem Frachter der U.S. Navy, der als Forschungsschiff auf dem Antarktischen Ozean operierte. Dort erforschte sie wirbellose Meerestiere. In den folgenden zehn Jahren nahm sie an weiteren Expeditionen teil, wobei sie 1972 das wissenschaftliche Team auf der Eltanin leitete. Lange Zeit blieb ihr jedoch die Forschung auf antarktischem Boden verwehrt.
1971 und 1972 besuchte sie schließlich die McMurdo-Station und im Januar 1974 wurde sie dessen wissenschaftliche Leiterin. Gemeinsam mit ihrer Assistentin, der Biologin und Nonne Mary Odile Cahoon, verbrachte sie den antarktischen Winter auf der Station.
Von 1975 bis 1976 war McWhinnie in der Palmer-Station tätig. Sie erforschte dort die Biochemie und den Metabolismus von Antarktischem Krill. Sie wurde zur international anerkannten Expertin auf diesem Gebiet. Insgesamt unternahm sie elf Forschungsreisen in die Antarktis, die letzte 1978, häufig in Begleitung ihrer Studenten.
1977 leitete sie die erste ausführliche US-amerikanische Studie über Krill.
Im September 1979 erkrankte McWhinnie schwer und verstarb im März des folgenden Jahres in Downers Grove.

## Ehrungen
Das Advisory Committee on Antarctic Names benannte 1976 ihr zu Ehren den McWhinnie Peak im ostantarktischen Viktorialand.
1980 wurde auf der Palmer-Station das Mary Alice McWhinnie Biology Center nach ihr benannt. Ebenso erhielt ein Labor auf der McMurdo-Station ihren Namen.

## Schriften
- The effect of Vitamin D overdosage on the parathyroids of rats. DePaul University, 1946.
- The Effect of Colchicine on Reconstitutional Development in Dugesia Dorotocephala., Biological Bulletin, Februar 1955 vol. 108 no. 1, S. 54–65 (online; PDF; 1,2 MB).
- mit Mary M. Gleason: Histological changes in regenerating pieces of Dugesia dorotocephala treated with colchicine. Biological Bulletin, Vol. 112, No. 3, Juni 1957, S. 371–376 (online).
- mit Bradley T. Scheer: Blood glucose of the crab Hemigrapsus nudus. Science, July 1958, Vol. 128 no. 3315 S. 90.
- mit Sr.P.N. Saller: Analysis of blood sugars in the crayfish, Orconectes virilis. Comparative Biochemistry and Physiology, Volume 1, Issue 2, Mai 1960, S. 110–122.
- The Use of Radioautographic Techniques in the Study of Mineral Metabolism in Animals. The American Biology Teacher, Vol. 29, Januar 1967, S. 25–29.
- mit Mary Odile Cahoon Sr., Rosemarie Johanneck: Hormonal effects on calcium metabolism in Crustacea. American Society of Zoologists, 1969, S. 841–855.
- mit Ralph J. Kirchenberg, Raymond J. Urbanski, Joseph E. Schwarz: Crustecdysone Mediated Changes in Crayfish. American Society of Zoologists, 1972.
- mit Stanisław Rakusa-Suszczewski, M. O. Cahoon: Respiration of the Antarctic copepod, Rhincalanus gigas. Limnology and Oceanography, American Society of Limnology and Oceanography, Vol. 21, No. 5, September 1976, S. 763–765
- mit C.J. Denys: Antarctic marine living resources with special reference to krill, euphausia superba. DePaul University, Chicago 1978.
- Ross Ice Shelf Project Environmental Impact Statement. University of Virginia Press, 1978
- mit DM Anderson: Major International Polar Research Programs. Advancement of Science, 1978.
- Polar research: to the present, and the future. Westview Press for the American Association for the Advancement of Science, Boulder, Colo., 1978, ISBN 9780891584353.
- mit C.J. Denys: The high importance of the lowly krill. Natural History 89, New York NY, 1980, S. 66–73.
- mit C.J. Denys, P.V. Angione: Euphausiacea bibliography: A world literature survey. Pergamon Press, New York 1981, ISBN 0-08-024649-4.